# Halalaimus luticolus
Halalaimus luticolus är en rundmaskart som beskrevs av Timm 1961. Halalaimus luticolus ingår i släktet Halalaimus och familjen Oxystominidae. Inga underarter finns listade i Catalogue of Life.